# Johannes Jansson i Ellenö
Johannes Jansson i riksdagen kallad Jansson i Ellenö, född 6 augusti 1810 i Naglums församling, Älvsborgs län, död 8 juni 1886 i Torps församling, Älvsborgs län, var en svensk godsägare och riksdagsman.
Var son till lantbrukaren Jan Svensson och hans hustru Märta Jonasdotter.
Olsson var ägare till godset Ellenö i Dalsland. I riksdagen var han ledamot av första kammaren.
Han var gift med Cajsa Maria Larsdotter och tillsammans hade de sju barn, bland dem företagaren Maria Andersson. 
Hans alla barn hette och var födda: 
Maria Jansson Andersson (Maria på Stigen), född 1837, död 1922.
Augusta (okänt efternamn) (1839)
Anna Charlotta (okänt efternamn) (1842)
Fredrika (okänt efternamn) (1844)
Christina (okänt efternamn) (1846)
Edvard (okänt efternamn) (1847)
Petter (okänt efternamn) (1850) 
Johannes Jansson var enligt Vänersborgs museum framåttänkande för sin tid angående kvinnors rösträtt, alkoholkonsumtion samt fattigvården. Dessa politiska åsikter färgades av på hans äldsta dotter Maria som fortsatte att driva och kämpa för dem och spenderade sin fars arv på 20 000 riksdaler på att bygga Mariahemmet.
Jansson var förvaltare av "Torps sn:s skol och fattigkassor" mellan åren 1853 - 1868 och ledamot av Älvsborgs norra hussällskap FU (förkortade termer i originaltext) 1870 - 1875.
Han tillträdde som ledamot av styrelsen för Fryxell Langensköldska stiftelsen 1870 samt Valbo hds folkbank 1874.
Ordförande i Torps sockennämnd 1845 - 1868